# Eugène Jansson
Eugène Fredrik Jansson, född 18 mars 1862 i Jakobs församling i Stockholm, död 15 juni 1915 på Stockholms sjukhems avdelning på Skuru i Nacka, var en svensk konstnär.

## Biografi
Föräldrarna Fredrik Jansson (1834–1891) och Eugenia, född Hedman (1842–1924), var båda födda i Stockholm. Hans yngre bror Adrian Jansson, född 24 april 1871, var även han konstnär.
Eugène Jansson växte upp i ett fattigt hem, men med föräldrar som var angelägna att ge honom en god uppfostran. Vid 14 års ålder fick han scharlakansfeber, och hade som följd av detta nedsatt hörsel samt ett njurlidande som plågade honom hela livet. Efter en kortare butiksanställning efter konfirmationen studerade Jansson 1878–1881 vid Tekniska skolan och samtidigt vid Edvard Perséus målarskola i Stockholm. Han fortsatte sedan 1881 vid Konstakademiens antikklass, men slutade efter något år. Av ekonomiska skäl kunde han inte som flera av sina jämnåriga fortsätta studierna i Paris.
Hans tidiga måleri beskrivs i huvudsak som torrt och pedantiskt. Hans stilleben var friskare, och han deltog med ett sådant på Opponenternas utställning 1885. Han blev medlem i Konstnärsförbundet, när detta grundades året efter. Det var genom kontakterna där och inte minst med Karl Nordström, som 1888 bosatte sig i Stockholm, som Jansson kunde utveckla sin konstnärliga egenart. Han tog även intryck av Edvard Munchs måleri, som han först lärde känna då denne ställde ut i Stockholm 1894, samt av konstnärsförbundaren Richard Bergh vars intresse för molnformationer kan spåras i flera av Janssons bilder, och som själv har kallat Jansson för ”vår mest utpräglat moderne atmosfärmålare”.
Jansson flyttade 1891 till Södermalm och en bostad på Timmermansgatan 2. Inledningsvis fann han motiven i sin nya stadsdel från dess stränder och utkanter, från Tantobergen och Årstaviken med bryggor, med nedgångna fabriker och kåkar i olika årstider. Pastellkritorna byttes senare ut mot oljefärg, och både uttrycksförmågan och dukarnas storlek växte. I mitten av nittiotalet fann han sin mest bekanta motivkrets – utsikter från Söders höjder ner över staden och Mälaren, ofta i blåaktig tonskala, med en summariskt behandlad förgrund som ger djup till motivet. Han låter gärna långa, ringlande rader av gatlyktor reflekteras i vattnet, och har ofta kommit att kallats för blåmålaren.
Efter sekelskiftet tycktes tidigare motivområden uttömda och Jansson övergick alltmer till figurmåleri och kom att måla muskulösa, nakna manliga gestalter, som solbadar på badhusbryggor eller utövar atletik, ibland kallad friluftsvitalism. Konstnärens njursjukdom tvingade honom att regelbundet gymnastisera och bada. Han fick genom kontakter tillträde till Flottans badhus på Skeppsholmen där han fann gott om modeller för sitt figurmåleri. Dessa dukar utmärker sig med en frisk och solig stämning, med noggrant studium av det anatomiska. Bakom dessa målningar föreställande nakna män låg något djupare än enbart ett intresse för den mänskliga kroppen. Jansson var homosexuell i en tid då homosexuella handlingar var olagliga. De män som poserade för honom var ofta män han inledde förhållanden med, varför bilderna blev ett risktagande men också ett sätt för honom att leva ut sin läggning. Efter Janssons död brände hans familj hela hans korrespondens för att dölja hans läggning. Han är begravd på Norra begravningsplatsen utanför Stockholm.
Jansson är representerad på Nationalmuseum, Göteborgs konstmuseum, Prins Eugens Waldemarsudde, Norrköpings konstmuseum, Musée d'Orsay, Detroit Institute of Arts och Thielska galleriet.

## Målningar i urval

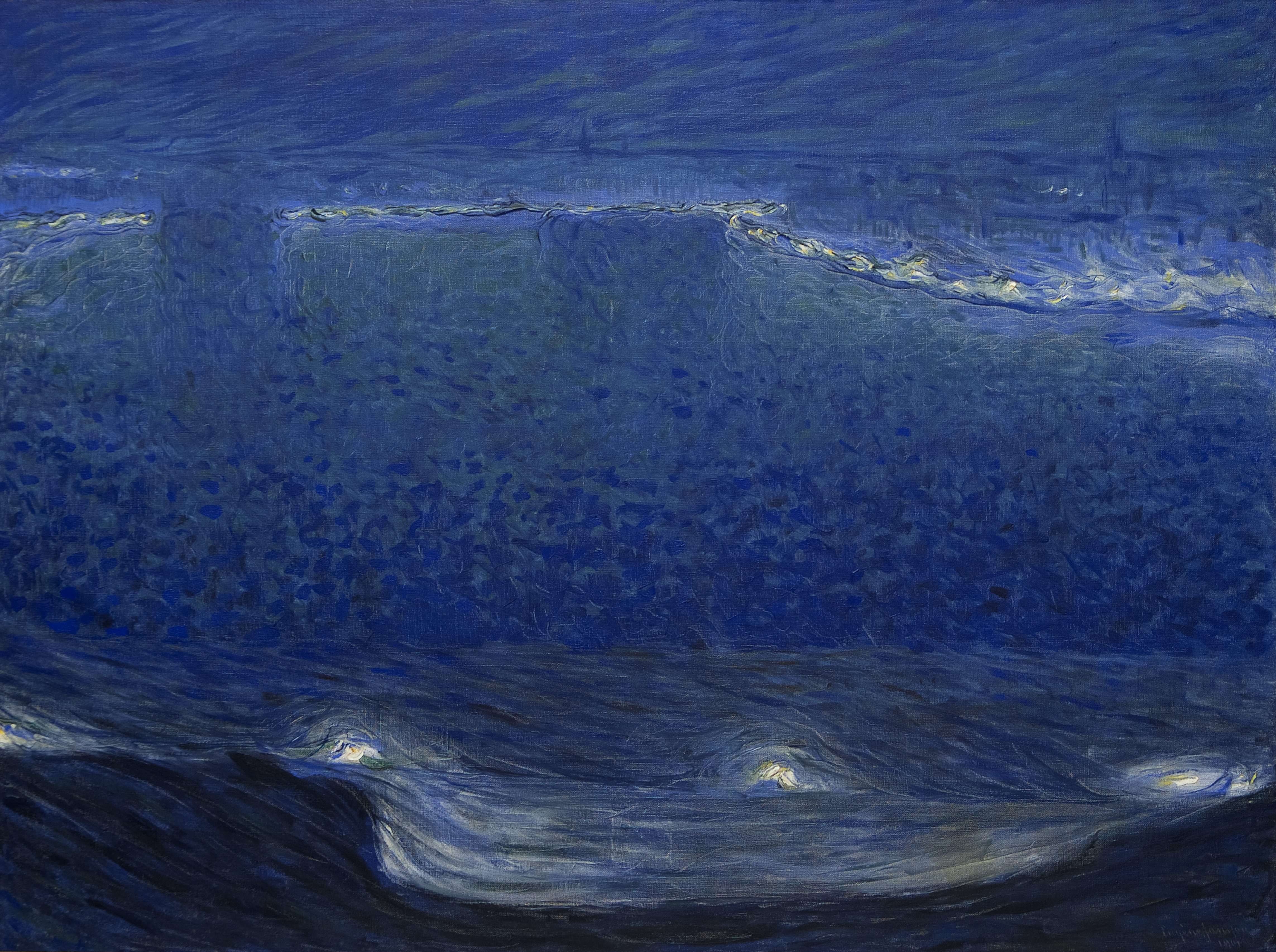
Nocturne (1901)
Flottans badhus (1907)
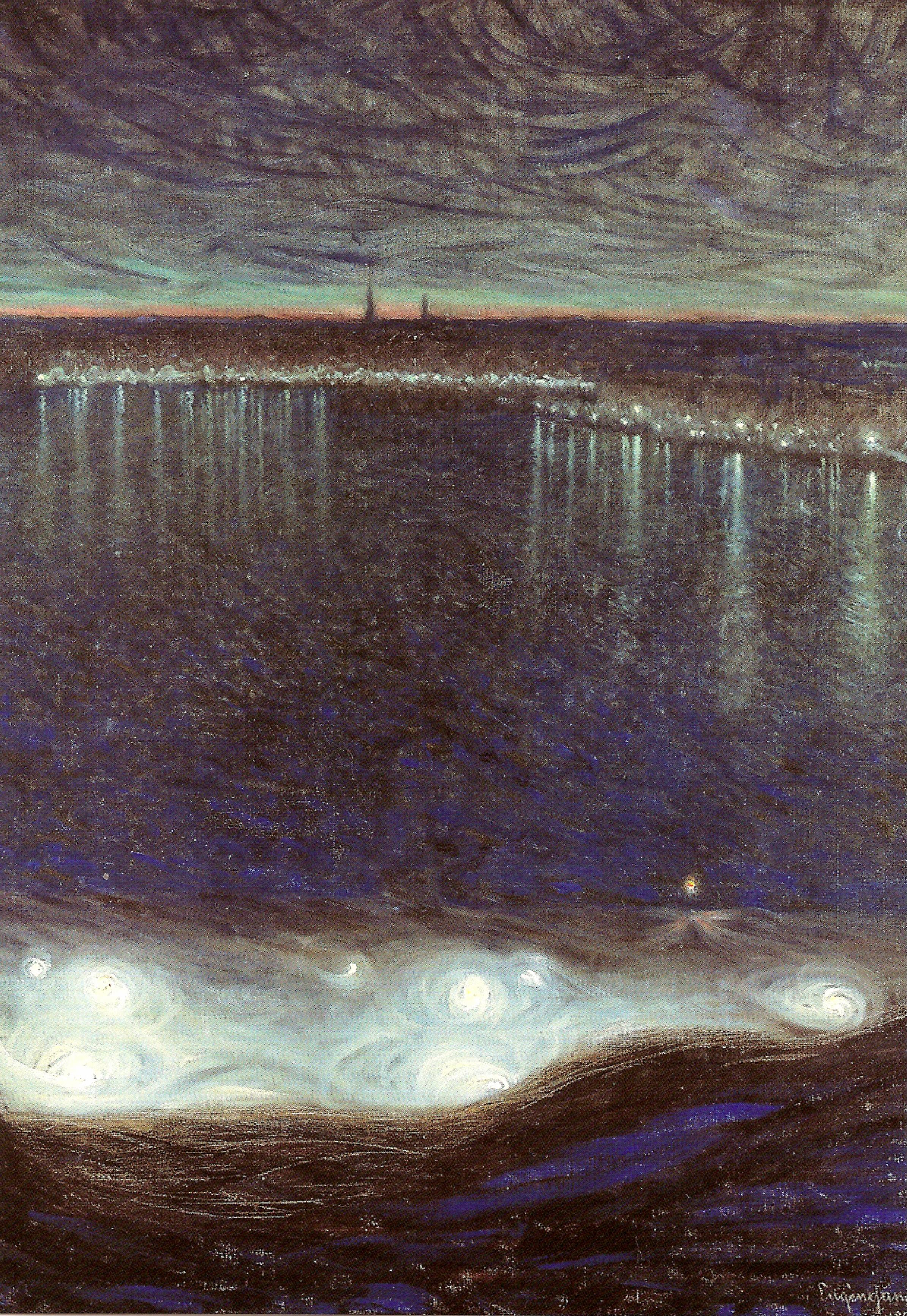
Gryning över Riddarfjärden (1899)
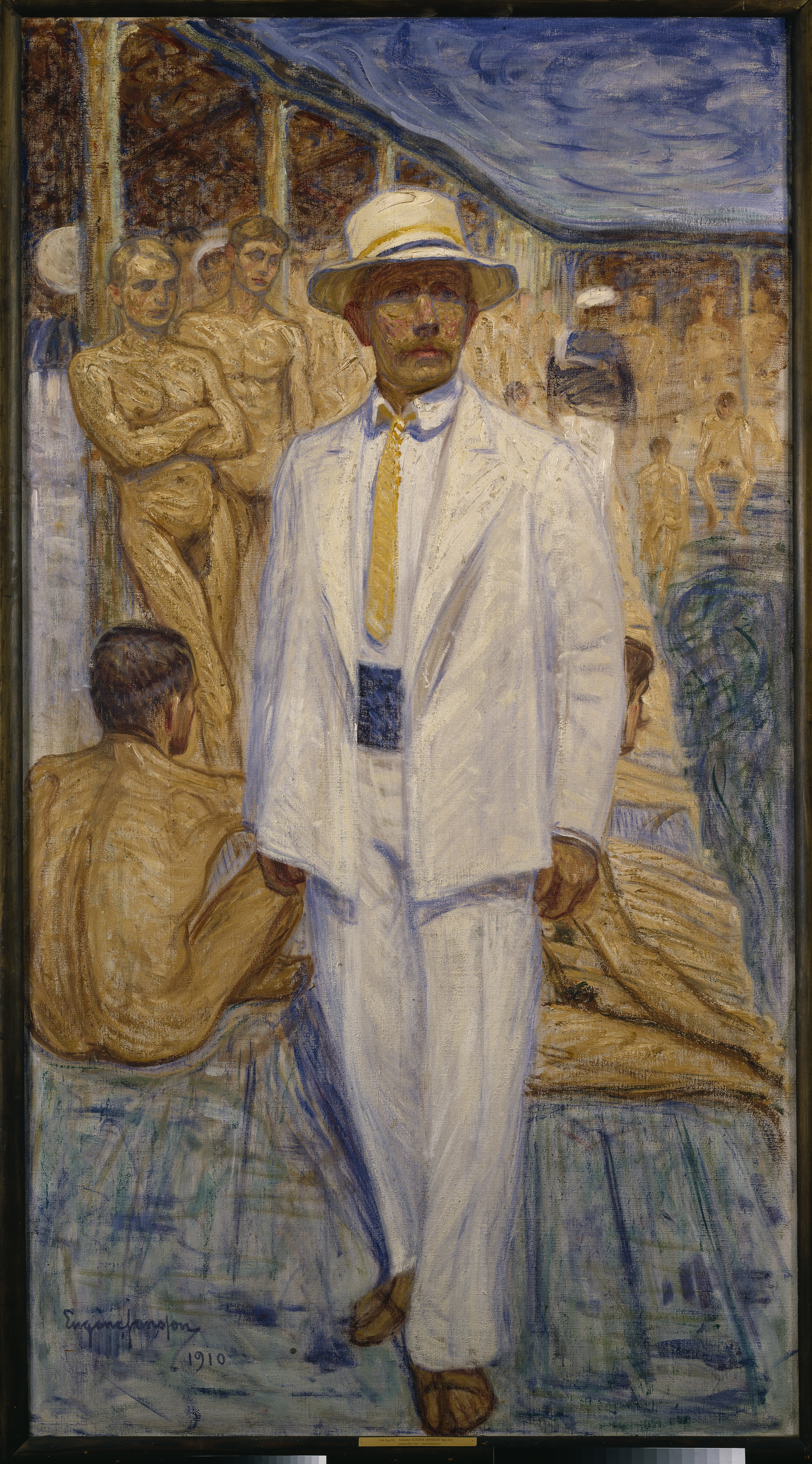
Självporträtt (1910)
Soluppgång över taken (1903)
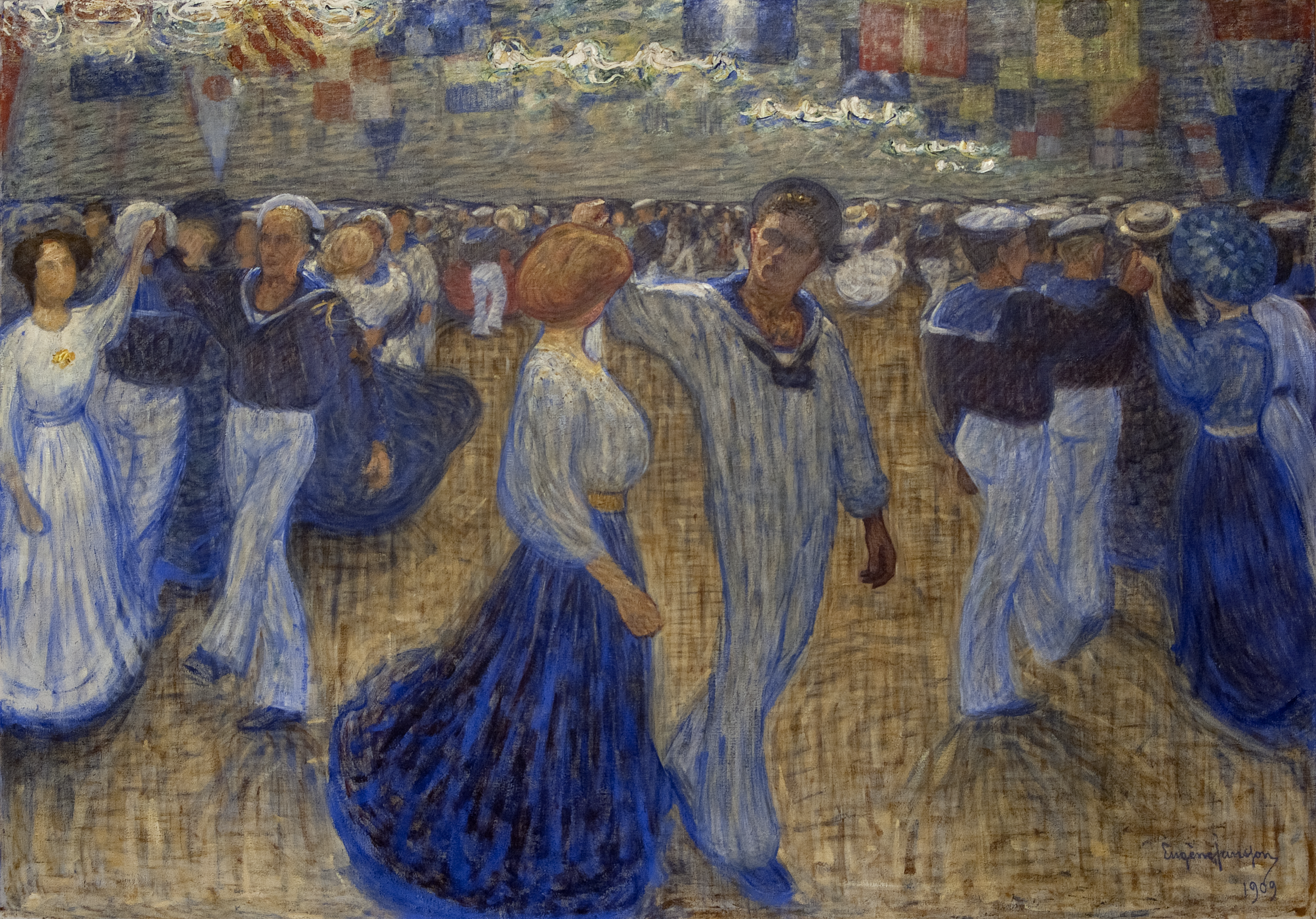
Matrosbal (1909)
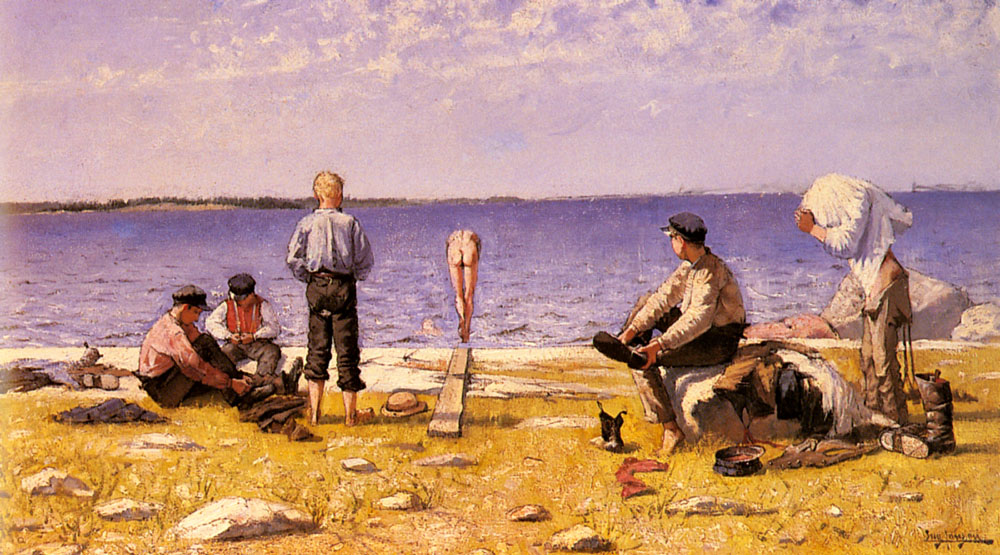
Badande pojkar (Sommarbadet) (1884)
Cirkusscen (1913–1914)
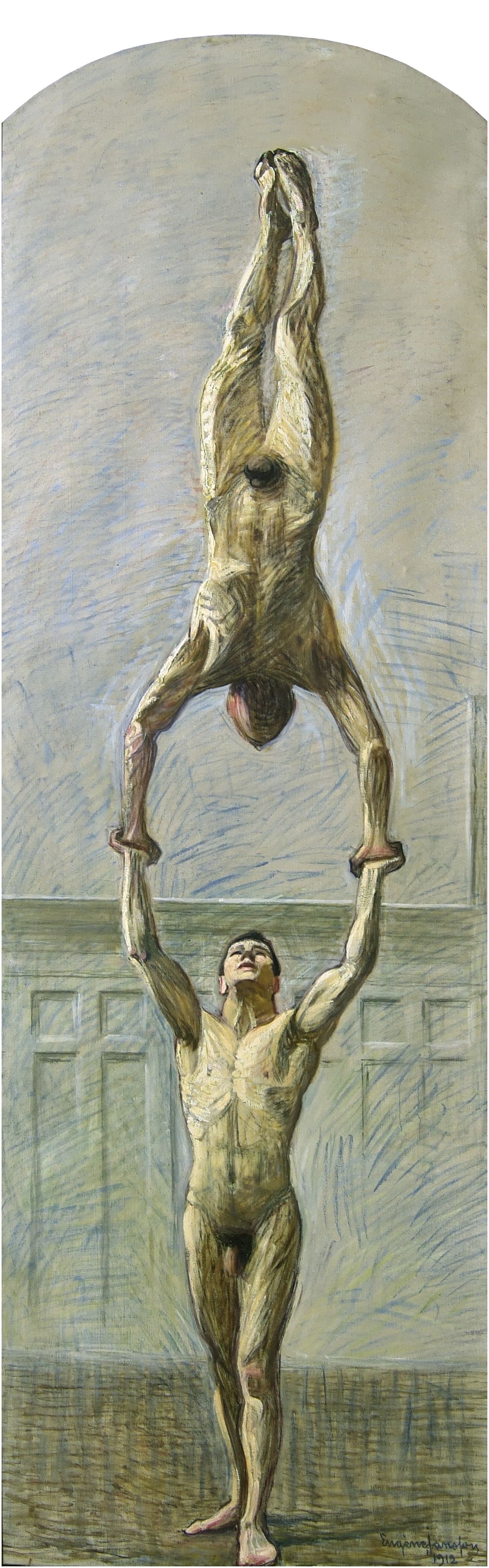
Akrobater (1912)
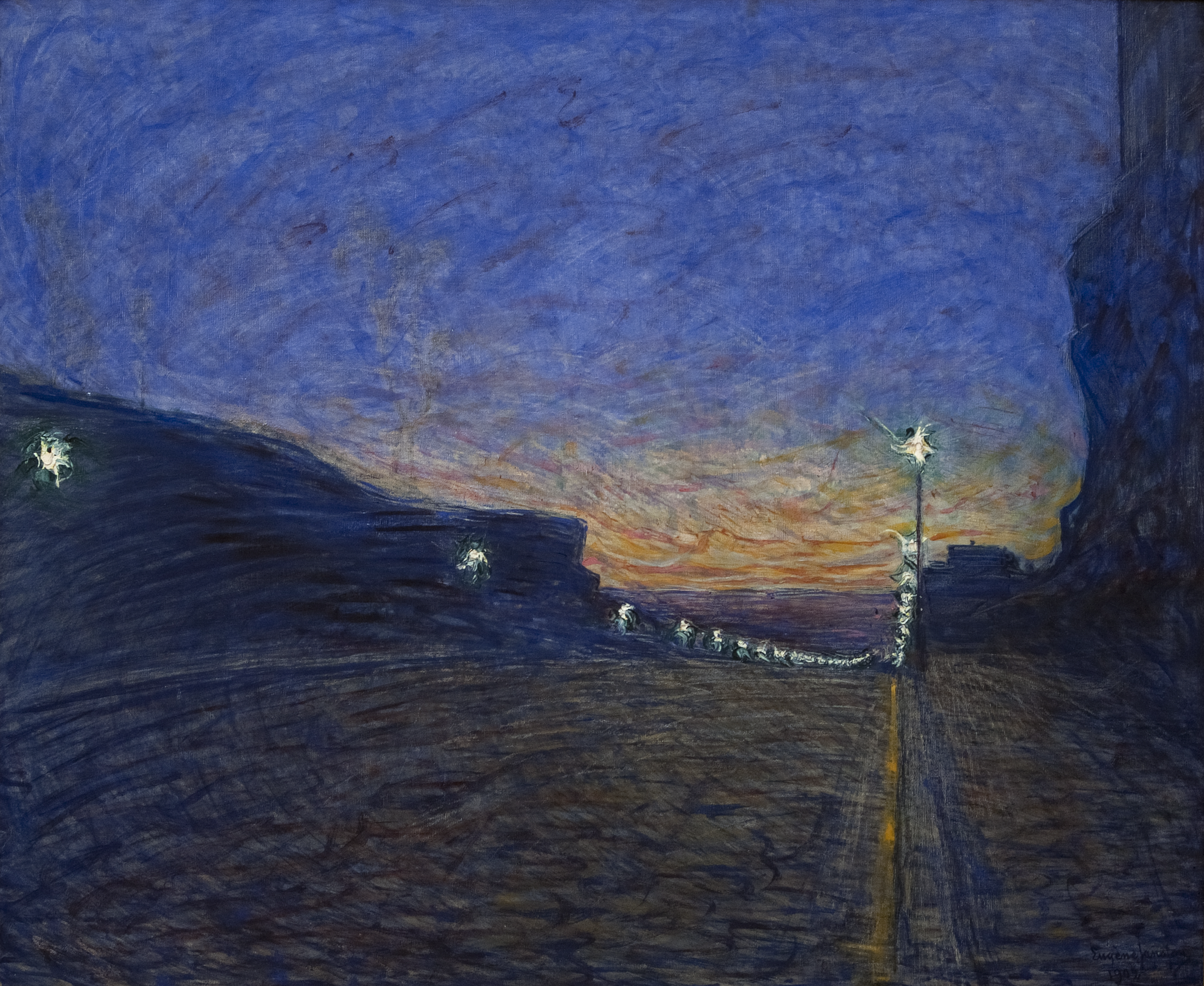
Hornsgatan (1902)
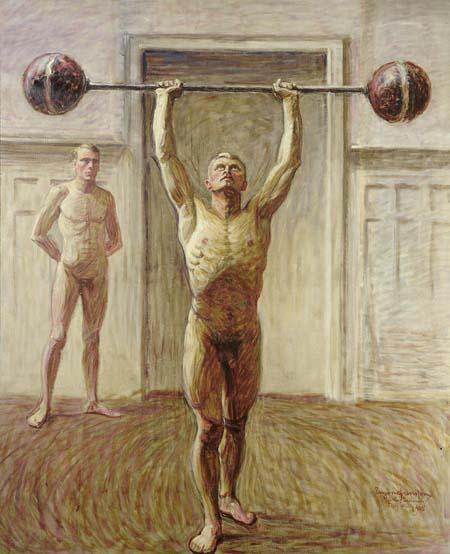
Stötning av stång på två armar II (1913–1914)
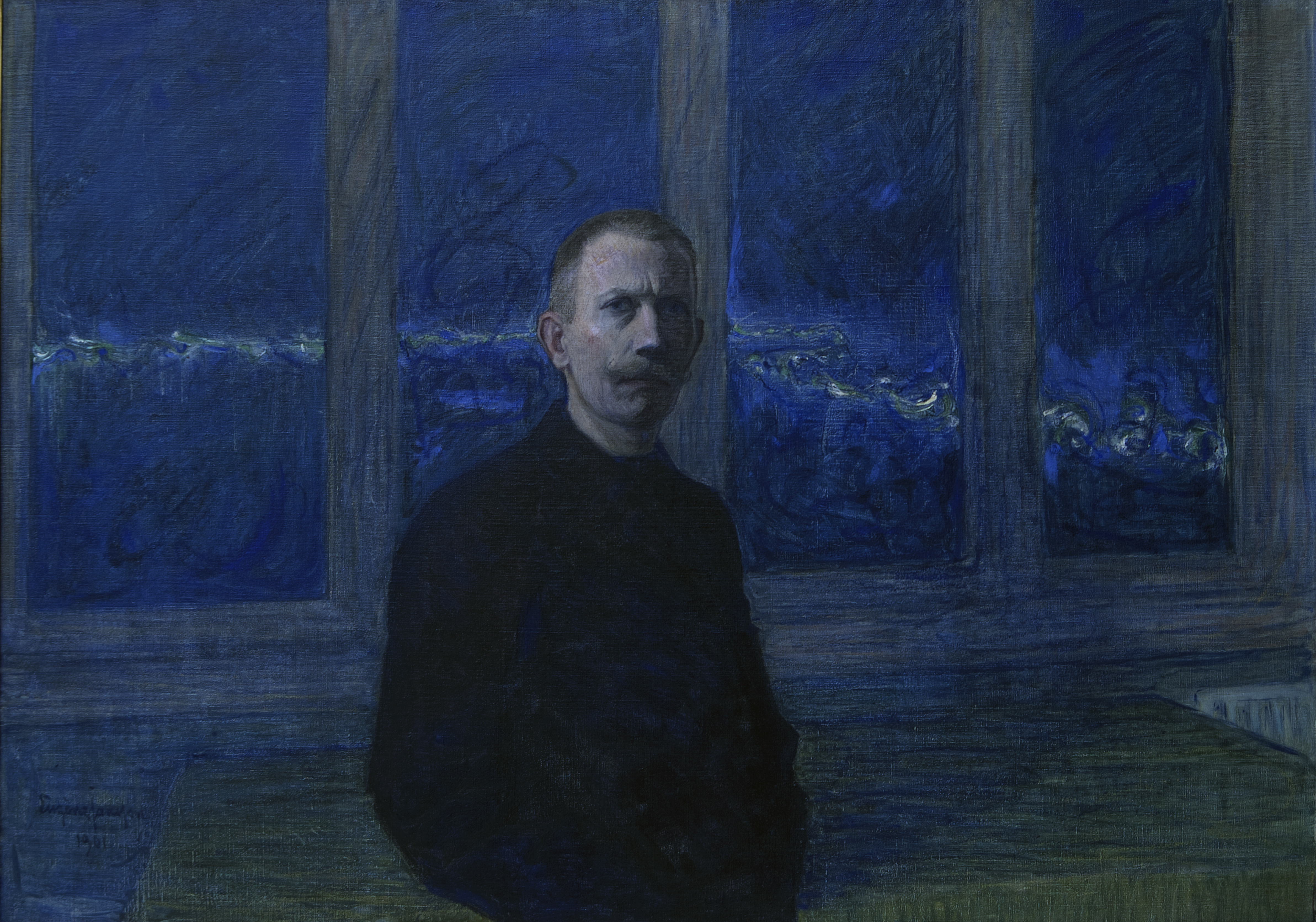
Jag. Självporträtt (1901)
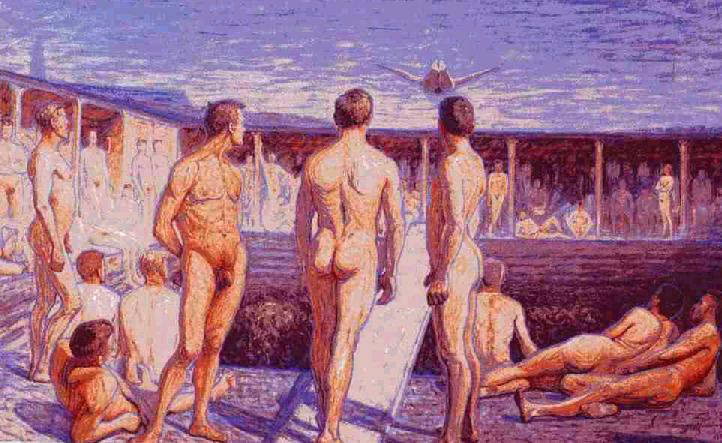
Badtavla (1908)
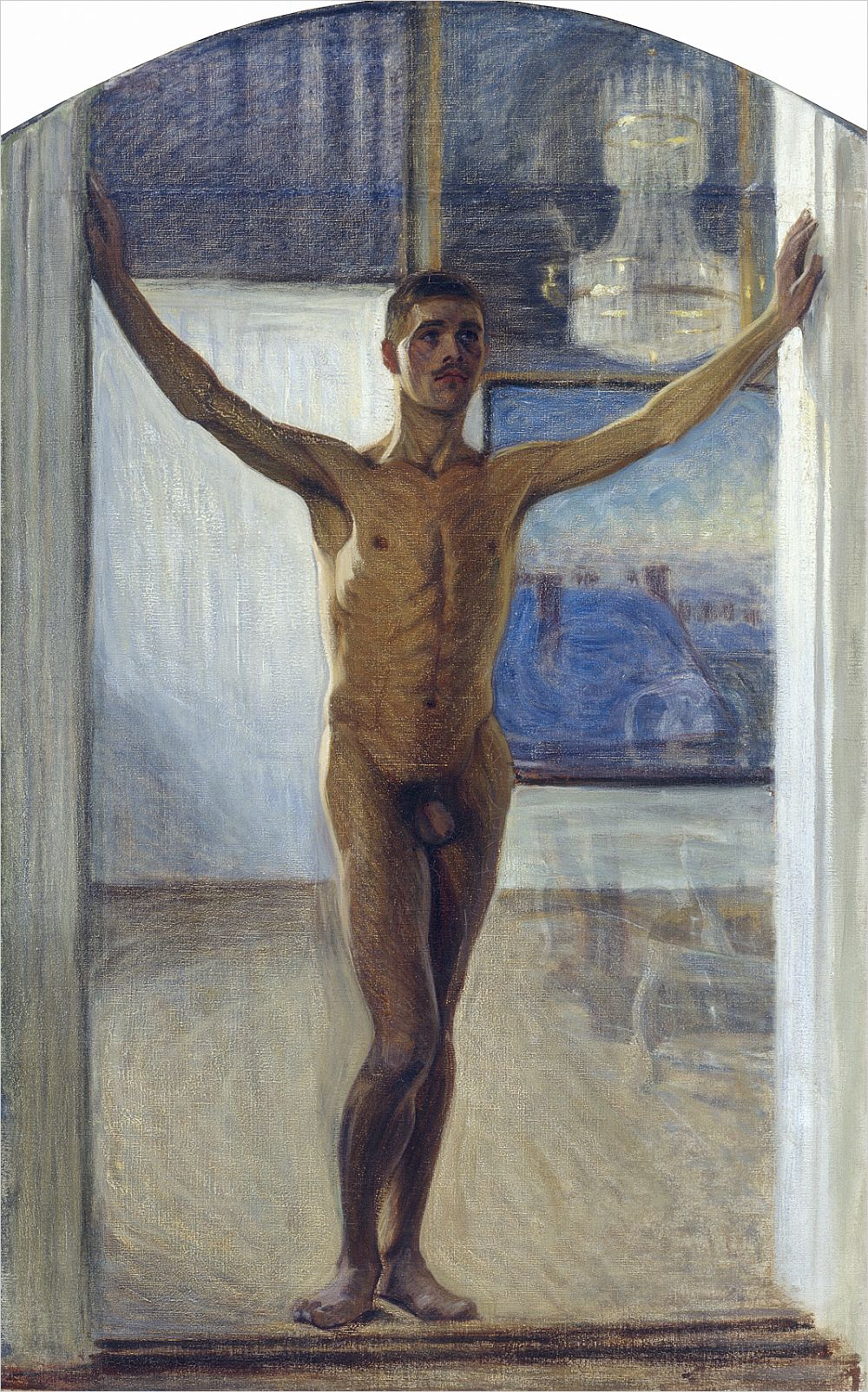
Naken yngling (1907)